# Sergiu Epureanu
Sergiu Epureanu (n. 12 septembrie 1976, Cantemir, R. Moldova) este un fost fotbalist din Republica Moldova, care a evoluat pe postul de mijlocaș. Ultima echipă la care a jucat a fost FC Neman Grodno.

## Cariera internațională
Epureanu a avut 46 de prezențe și a marcat 3 goluri pentru echipa națională de fotbal a Republicii Moldova.